# Nora Barnacle

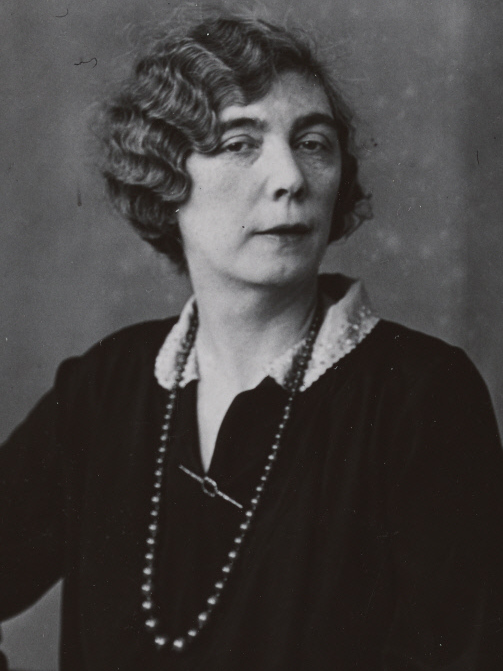
Nora Barnacle

Nora Barnacle, född mars 1884, död 10 april 1951, var hustru och musa till författaren James Joyce. 

## Uppväxt
Nora Barnacle föddes i Galway, Irland. Födelsedatumet är osäkert och varierar mellan 21 och 24 mars 1884. Hennes födelseattest, där hennes förnamn anges som "Norah", är daterat 21 mars. Hennes far Thomas Barnacle, en bagare i Connemara, var en obildad man som var 38 år gammal när Nora föddes. Hennes mor, Annie Honoria Healy, var 28 och arbetade som sömmerska.
Mellan 1886 och 1889 bodde Nora med sin mormor, Catherine Mortimer Healy. Under dessa år började hon sina studier och tog examen från en nationell skola 1891. 1896 avslutade Nora sin skolgång och började arbeta som bland annat tvätterska. Samma år kastade hennes mor ut hennes far för att han drack och paret separerade. Nora bodde därefter med sin mor och sin farbror, Tom Healy, på No.4 Bowling Green, Galway City. Nora flyttade senare till Dublin där hon arbetade som kammarjungfru på Finn's Hotel. 

## Förhållandet med James Joyce
I Dublin träffade hon James Joyce den 10 juni 1904, men det var inte förrän 16 juni som de hade sin första romantiska förbindelse. Detta datum valdes senare som den dag då Joyces roman Ulysses utspelas, och har kommit att bli känt och firat runt om i världen som Bloomsday.
Nora och James relation var mycket komplex. De hade olika personligheter, smak och kulturella intressen. I början älskade de varandra passionerat vilket framgår av många erotiska brev de utväxlade. 
1904 lämnade Nora och James Irland och slog sig året efter ned i Trieste. 1905 födde Nora en son, Giorgio, och 1907 en dotter, Lucia. Ett missfall 1908 var början på en rad svårigheter för Nora som skapade påfrestningar i hennes relation med Joyce och gjorde det mer och mer konfliktfyllt. Även om hon stannade vid hans sida beklagade hon sig i brev till sin syster om både hans personliga egenskaper och hans författarskap. 
En annan utmaning till parets relation orsakades av Lucias psykiska sjukdom. Nora ansåg att det krävdes sjukhusvård, men James var mot det. Lucias föräldrar träffade många specialister och först 1936 togs hon in vid en klinik. Där besöktes hon ofta av sin far, men Nora vägrade att någonsin träffa sin dotter igen.
Trots alla anklagelser och kritiken hon riktade mot Joyce gifte Nora sig med honom 1931. Efter Joyces död i Zürich 1941, beslutade Nora att stanna kvar där. Hon dog i Zurich av njursvikt 1951, 67 år gammal.

## Biografi och film
1988 blev Nora Barnacle föremål för en feministisk biografi av Brenda Maddox: Nora: The Real Life av Molly Bloom. Denna filmatiserades senare som Nora (2000).